# Золотарёв, Игнатий Михайлович
Игнатий Михайлович Золотарёв (1868 — 1918) — товарищ министра внутренних дел Российской империи в 1911—1915 годах, сенатор.

## Биография
Из потомственных дворян Тульской губернии. Сын коллежского советника Михаила Игнатьевича Золотарёва и жены его Екатерины Марковны Маршан.
Окончил Катковский лицей (1886) и юридический факультет Московского университета (1890).
По окончании университета поступил на службу кандидатом на судебные должности при прокуроре Московской судебной палаты. В 1894 году был назначен судебным следователем Духовщинского уезда. Затем занимал должности товарища прокурора Смоленского окружного и Московского окружного судов. В 1901 году был назначен прокурором Нижегородского окружного суда, в 1903 году — прокурором Московской судебной палаты, а в 1907 году — прокурором Новочеркасской судебной палаты.
20 октября 1911 года назначен товарищем министра внутренних дел А. А. Макарова. Отвечал за работу департамента полиции, с 1913 года — департамента общих дел. 24 июля 1915 года назначен сенатором, присутствующим в департаменте герольдии, с производством в тайные советники. После Февральской революции, 5 апреля 1917 года уволен от службы по болезни. В июне 1917 года допрашивался Чрезвычайной следственной комиссией Временного правительства.
После Октябрьской революции был арестован. Расстрелян в Москве во время Красного террора.

## Награды
- Орден Святой Анны 2-й ст. (1902)
- Орден Святого Владимира 4-й ст. (1904)
- Орден Святого Станислава 1-й ст. (1912)